# Kaufungen Sharks
Die Kaufungen Sharks sind ein Inlinehockey-Verein aus dem Kasseler Vorort Kaufungen. Sie stellen zugleich eine Untersparte des SV Kaufungen 07 dar. In den Reihen der Sharks finden sich einige Eishockeyprofis, prominentester Spieler ist vielleicht der Stürmer der Kassel Huskies, Manuel Klinge. Die 1. Mannschaft der Kaufungen Sharks war in den letzten Jahren sehr erfolgreich. Zudem stellen die Sharks Mannschaften in den Jugendabteilungen U 12 und U 16, wo seit Jahren auch eine sehr gute Jugendarbeit und -förderung betrieben wird. Des Weiteren geht in der zweithöchsten Spielklasse, der Oberliga, die zweite Mannschaft an den Start.

## Spielstätte und Ligenzugehörigkeit
Die Kaufungen Sharks spielen in der nicht-überdachten Sharks-Arena, die mit einer Art Parkettboden ausgekleidet ist, wie er auch z. B. in Düsseldorf benutzt wird. Sie treten zurzeit in der höchsten vom Deutschen Rollsport- und Inlineverband (DRIV) organisierten Spielklasse, der IHD-Bundesliga an. In der Saison 2002 spielte der Verein noch in der Bundesliga des Deutschen Inlinehockey-Bundes (DIHB), der allerdings vom damaligen Deutschen Sportbund nicht anerkannt war. 2003 erfolgte der Wechsel in die damalige IHL, die seit 2007 die Bezeichnung IHD trägt.

## Sportliche Erfolge
- Deutscher Meister 2002 (DIHB), 2005, 2006, 2007, 2009, 2010 (jeweils IHD)
- Oberliga-Meister 2005, 2009
- U 20 Deutscher Meister 2006
- Jugend Meister 2009

2008 konnten die Kaufungen Sharks den größten Internationalen Erfolg feiern. Man qualifizierte sich nach dem Gewinn der deutschen Meisterschaft für den European Champions Cup (FIRS) und erreichte in Rethel (Frankreich) das Halbfinale.